# Битка код Абукира (1798)
Битка код Абукира или битка код Нила вођена је од 1. до 3. августа 1798. године између британске и француске флоте. Део је Француских револуционарних ратова, тј. Наполеонове инвазије на Египат и Сирију. Завршена је британском победом.

## Битка
Напад на Египатски ејалет Наполеон је покренуо маја 1798. године. Британци су Османском царству у помоћ послали флоту под командом адмирала Хорација Нелсона. Разлог за то била је чињеница да би Наполеон освајањем Египта задао смртан ударац вези између Велике Британије и њене најбогатије колоније, Индије. Свестан надмоћности британске флоте, Наполеон је вешто избегавао отворен сукоб те је своје кретање држао у строгој тајности. Пре искрцавања у Египту, Наполеону је пошло за руком да освоји острво Малту. У Египат се искрцао 1. јула, а већ следећег дана је заузео Александрију. Француска флота се усидрила на око 20 mi (32 km) североисточно од Александрије, у заливу Абукир. Французи су веровали да су заузели идеалну одбрамбену позицију. Британска флота стигла је на обале Африке 1. августа. Нелсон је наредио напад на француску флоту којом је командовао Франсоа-Паул Бријер. Британска флота, подељена у две линије, ухватила је француске бродове у унакрсну ватру. Након трочасовне жестоке борбе, главнина француских бродова принуђена је на предају. Сам Бријер је погинуо у бици. Француска флота је у потпуности уништена, а Британија је потврдила своју превласт на мору.